# Picco Luigi Amedeo
Il Picco Luigi Amedeo (Pic Louis-Amédée in francese, pron. fr. AFI: [pik lwiz‿amede]) (4.470 m s.l.m.) è una vetta alpina del massiccio del Monte Bianco nel versante italiano. Si trova nel gruppo Brouillard-Innominata.

## Toponimo
Il suo nome fa riferimento a Luigi Amedeo di Savoia, detto duca degli Abruzzi.

## Caratteristiche

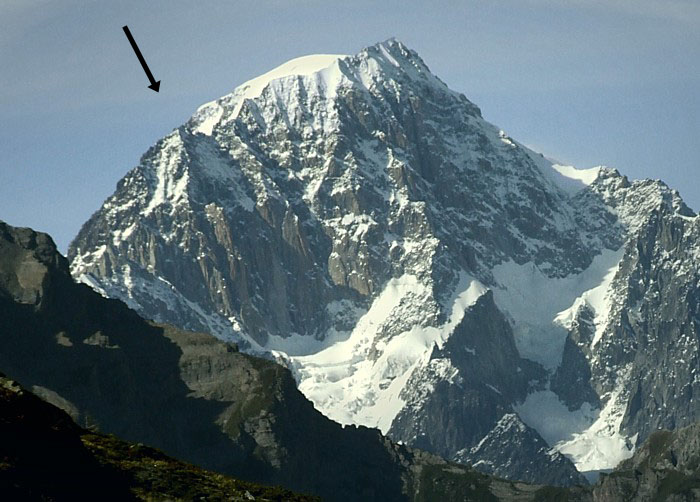
Il Picco Luigi Amedeo (a sinistra della vetta innevata del Monte Bianco e della vetta rocciosa del Monte Bianco di Courmayeur).

Il picco si trova lungo la cresta che dal Monte Bianco di Courmayeur scende al monte Brouillard e poi alla Punta Baretti (la cosiddetta "cresta di Brouillard" o "arête du brouillard").

## Prima ascensione
La prima ascensione fu compiuta tra il 18 e il 20 luglio 1901 da G.B. e G.F. Gugliermina con la guida Joseph Brocherel dal versante nord-ovest. I tre proseguirono quindi per la cresta di Brouillard fino alla vetta del Monte Bianco di Courmayeur e quindi al Monte Bianco.

## Salita alla vetta
La salita alla vetta può avvenire partendo dal bivacco Giuseppe Lampugnani oppure dal bivacco Marco Crippa.